# 伊爾瑟湖
伊爾瑟湖（德語：Ilsesee），是德國的湖泊，位於該國東南部，由巴伐利亞負責管轄，處於奥格斯堡和柯尼希斯布倫，長0.4公里、寬0.3公里，面積0.12平方公里，最大水深15米。
48°16′56″N 10°54′2″E / 48.28222°N 10.90056°E